# Jarrod Bowen
Jarrod Bowen, född 20 december 1996 i Leominster, är en engelsk fotbollsspelare som spelar för West Ham United.

## Karriär
I juli 2014 värvades Bowen av Hull City. Han debuterade den 23 augusti 2016 i Ligacupen i en 3–1-vinst över Exeter City.
Den 31 januari 2020 värvades Bowen av West Ham United, där han skrev på ett 5,5-årskontrakt.